# Moeka Minami
Moeka Minami (南 萌華?, Minami Moeka; Yoshikawa, 7 dicembre 1998) è una calciatrice giapponese, difensore del Brighton & Hove e della nazionale giapponese.

## Carriera

### Club
Nata nella città di Yoshikawa, nella di prefettura di Saitama, Minami si appassiona al calcio fin da giovanissima, affiancando al percorso scolastico nella scuola primaria all'attività agonistica nel Yoshikawa White Shark Soccer Sports Boy Scouts, per poi trasferirsi all'Urawa Reds dove compie tutta la trafila nelle giovanili femminili, dalla formazione Junior alla "Youth" dove rimane fino al 2016.
Dal 2017 è inserita stabilmente in rosa con la squadra titolare, debuttando nella Coppa dell'Imperatrice, dove gioca tre incontri dell'edizione 2017.
Per il debutto in Nadeshiko League Division 1, livello di vertice del campionato giapponese, deve aspettare la stagione successiva, scendendo in campo alla 4ª giornata della stagione regolare, il 3 maggio 2018, nell'incontro vinto 2-0 in trasferta con il Mynavi Sendai.. Al suo primo campionato la sua squadra raggiunge il quarto posto in classifica, in quello 2019 il secondo a soli 3 punti dal Nippon TV Beleza.
Il 24 luglio 2022, Minami firma un contratto biennale con la Roma. Si tratta della prima calciatrice giapponese nella storia della Roma Femminile, mentre è il secondo tesserato di origine nipponica della squadra giallorossa: il primo, nella squadra maschile, era stato Hidetoshi Nakata, nel 2000.
La sua prima rete in maglia giallorossa arriva il 10 settembre, alla 2ª giornata di campionato, in occasione della vittoria casalinga per 2-0 contro il Milan. Lungo la stagione, Minami contribuisce alla vittoria della Supercoppa italiana e del campionato (primo titolo nazionale nella storia delle capitoline).
L'8 febbraio 2024 la società giallorossa comunica il prolungamento del contratto con la giocatrice giapponese fino al giugno 2026.
Il 21 giugno 2025, viene annunciato il suo ingaggio a titolo definitivo da parte del Brighton & Hove, nella massima serie inglese, a partire dal 1° luglio seguente.

### Nazionale
Nel 2013 Minami viene convocata dalla federazione calcistica del Giappone per indossare la maglia della formazione Under-16 che partecipa alla fase finale del campionato asiatico di Nanchino, Cina, 2013, condividendo con le compagne la conquista del trofeo, il terzo per la squadra giovanile giapponese, dopo aver vinto la finale ai rigori con le pari età della Corea del Nord.
Grazie a questa vittoria, il Giappone accede al Mondiale della Costa Rica 2014 disputato da formazioni Under-17. Minami viene inserita in rosa con la sua nazionale dal tecnico Asako Takakura, che la impiega in un solo incontro della fase a gironi, nella partita vinta 10-0 con il Paraguay, condividendo con le compagne la conquista del primo titolo mondiale per la formazione giapponese.
Del 2018 è la sua convocazione con l'Under-20, inserita in rosa dal tecnico Futoshi Ikeda con la squadra che affronta il Mondiale di Francia 2018. In quell'occasione Ikeda, che la promuove capitano, la impiega in tutti i sei incontri disputati dal Giappone, che dopo aver passato il turno classificandosi seconda nel gruppo C dietro la Spagna, unica squadra che le batte nella fase a gironi, supera per 3-1 la Germania ai quarti di finale, le padrone di casa della Francia per 1-0 in semifinale, incontrando nuovamente le iberiche in finale allo Stade de la Rabine di Vannes ma con un diverso esito dell'incontro, la vittoria per  3-1 che assicura alla Federcalcio giapponese il primo titolo mondiale di categoria. A fine torneo Minami viene inoltre premiata con il pallone di bronzo (Bronze Ball).
Quello stesso anno arriva anche la sua prima chiamata da parte dell'allora selezionatrice della nazionale maggiore Asako Takakura, in occasione dell'amichevole vinta 4-1 con la Norvegia dell'11 novembre 2018, tuttavia per debuttare deve attendere qualche mese. Inserita in rosa con la squadra impegnata all'edizione 2019 della SheBelieves Cup, scende in campo da titolare negli ultimi due dei tre incontri in programma, debuttando con la maglia delle Nadeshiko Japan il 2 marzo 2019 nella vittoria per 3-1 con il Brasile, torneo che si conclude al 3º posto per le giapponesi. Da quel momento le sue convocazioni si fanno regolari sia con Takakura che, dopo la conclusione delle Olimpiadi di Tokyo 2020, con il subentrato Ikeda.
Nel 2024 viene nuovamente convocata dal Giappone in occasione delle Olimpiadi di Parigi.

## Statistiche

### Presenze e reti nei club
Statistiche aggiornate al 17 maggio 2025.
| Stagione          | Squadra           | Campionato        | Campionato | Campionato | Coppe nazionali | Coppe nazionali | Coppe nazionali | Coppe internazionali | Coppe internazionali | Coppe internazionali | Altre coppe | Altre coppe | Altre coppe | Totale | Totale |
| Stagione          | Squadra           | Comp              | Pres       | Reti       | Comp            | Pres            | Reti            | Comp                 | Pres                 | Reti                 | Comp        | Pres        | Reti        | Pres   | Reti   |
| ----------------- | ----------------- | ----------------- | ---------- | ---------- | --------------- | --------------- | --------------- | -------------------- | -------------------- | -------------------- | ----------- | ----------- | ----------- | ------ | ------ |
| 2016              | Urawa Reds        | D1                | 0          | 0          | CI              | -               | -               |                      | -                    | -                    | NLC         | 0           | 0           | 0      | 0      |
| 2017              | Urawa Reds        | D1                | 0          | 0          | CI              | 0               | 0               |                      | -                    | -                    | NLC         | 3           | 0           | 3      | 0      |
| 2018              | Urawa Reds        | D1                | 14         | 1          | CI              | 2               | 0               |                      | -                    | -                    | NLC         | 4           | 0           | 20     | 1      |
| 2019              | Urawa Reds        | D1                | 17         | 0          | CI              | 5               | 1               |                      | -                    | -                    | NLC         | 4           | 1           | 20     | 1      |
| 2020              | Urawa Reds        | D1                | 17         | 0          | CI              | 5               | 1               |                      | -                    | -                    | NLC         | -           | -           | 22     | 1      |
| 2021-2022         | Urawa Reds        | WE League         | 20         | 2          | CI              | 4               | 0               |                      | -                    | -                    |             | -           | -           | 22     | 1      |
| Totale Urawa Reds | Totale Urawa Reds | Totale Urawa Reds | 68         | 3          |                 | 16              | 2               |                      | -                    | -                    |             | 11          | 1           | 95     | 6      |
| 2022-2023         | Roma              | A                 | 25         | 2          | CI              | 6               | 0               | UWCL                 | 11                   | 1                    | SI          | 1           | 0           | 43     | 3      |
| 2023-2024         | Roma              | A                 | 24         | 1          | CI              | 5               | 2               | UWCL                 | 7                    | 0                    | SI          | 1           | 0           | 37     | 3      |
| 2024-2025         | Roma              | A                 | 24         | 3          | CI              | 5               | 0               | UWCL                 | 8                    | 1                    | SI          | 1           | 0           | 38     | 4      |
| Totale Roma       | Totale Roma       | Totale Roma       | 73         | 6          |                 | 16              | 2               |                      | 26                   | 2                    |             | 3           | 0           | 118    | 10     |
| Totale carriera   | Totale carriera   | Totale carriera   | 141        | 9          |                 | 32              | 4               |                      | 26                   | 2                    |             | 14          | 1           | 213    | 16     |

## Palmarès

### Club
- Campionato giapponese: 1

Urawa Reds: 2020
- Coppa dell'Imperatrice: 1

Urawa Reds: 2021
- Supercoppa italiana: 2

Roma: 2022, 2024
- Campionato italiano: 2

Roma: 2022-2023, 2023-2024
- Coppa Italia: 1

Roma: 2023-2024

### Nazionale
- Campionato mondiale under 20: 1

2018
- Campionato mondiale under 17: 1

2014
- SheBelieves Cup: 1

2025

### Individuale
- Gran Galà del calcio AIC: 1

Squadra dell'anno: 2023